# Vilken härlighet i namnet Jesus
Vilken härlighet i namnet Jesus är en sång med text från 1945 av Will J Brand och musik från 1944 av Bramwell Coles.

## Publicerad i
- Frälsningsarméns sångbok 1990 som nr 526 under rubriken "Lovsång, tillbedjan och tacksägelse".